# دونالد كامبل (لاعب كريكت)
دونالد كامبل (24 يونيو 1974 - ) (بالإنجليزية: Donald Campbell)‏ هو لاعب كريكت زيمبابوي. لعب مع منتخب زمبابوي للكريكت.

## وصلات خارجية
- دونالد كامبل على موقع إي آس بي آن كريك إنفو (الإنجليزية)